# Silvio Tosatto
Silvio Tosatto, italijanski general, * 1885, † 1960.